# Körfez SK
Körfez Spor Kulübü, kurz Körfez SK, ist ein türkischer Fußballverein aus der Provinz Kocaeli.

## Geschichte
Der Verein wurde 1995 unter dem Namen Körfez Belediyespor als Mannschaft der Stadtverwaltung (daher der Namensteil Belediyespor, zu deutsch etwa Sportklub der Stadtverwaltung; der Namensteil Körfez bezieht sich auf die Bucht, zu türkisch körfez, von İzmit) Kocaelis gegründet. Der Verein stieg in den 2000er Jahren in die TFF 3. Lig auf und schaffte auch zeitweise den Aufstieg in die TFF 2. Lig.
Um dem Image eines Konzernvereins zu entkommen, wurde der Verein im Sommer 2010 in Körfezspor umbenannt.
Der Verein hatte lange Zeit die Funktion der Zweitmannschaft von Kocaelispor. Nachdem Kocaelispor aufgrund finanzieller Schwierigkeiten von der Süper Lig bis in die TFF 3. Lig abstieg, versuchte man Körfezspor als erste Mannschaft der Stadt aufzubauen. So entschied man im Sommer 2011, den Namen in Kocaeli Futbol Kulübü (kurz: Kocaeli FK) und die Vereinsfarben in Grün-Schwarz abzuändern und so den Status des Nachfolgevereins von Kocaelispor zu verdeutlichen. Auch alle Spieler von Kocaelispor wechselten zur neuen Saison zu Körfezspor. Der Namensvorschlag, das neue Logo und die neuen Vereinsfarben wurden vom türkischen Fußballverbund nicht akzeptiert. So einigte man sich mit dem Fußballbund auf den Namen Körfez Futbol Kulübü und die Vereinsfarben Grün-Schwarz-Rot.
Der Verein änderte seinen Namen vor Saisonbeginn in Kocaeli Birlikspor (dt. Kocaeli Unionssport) um. Nachdem der ehemalige Traditionsklub Kocaelispor in der Viertligasaison 2013/14 abgestiegen war und sich damit aus dem türkischen Profifußball verabschiedet hatte, wurde mit dieser Namensänderung eine spätere Fusion mit oder Übernahme von Kocaelispor vorbereitet. Die Vereinsfarben wurden beibehalten und im Klublogo lediglich der Vereinsname aktualisiert.
Im Februar 2019 übergab der Klubinhaber und ehemalige Torhüter Erhan Yılmaz seine Anteile an den Hamit Maden. Am Ende der Viertligasaison 2018/19 verfehlte der Klub den Klassenerhalt in der TFF 1. Lig und stieg in die Bölgesel Amatör Lig, in die höchste türkische Amateurliga, ab. Nach dem Abstieg änderte die Klubführung den Vereinsnahmen in Körfez Spor Kulübü, bzw. in die Kurzform in Körfez SK, um.

## Ligazugehörigkeit
- 2. Liga: –
- 3. Liga: 2000–2001, 2009–2018
- 4. Liga: 2001–2002, 2007–2008, 2018–2019
- Amateurliga: 1995–2000, 2002–2007, seit 2019

## Ehemalige bekannte Spieler (Auswahl)
- Şenol Akın
- Zafer Demiray
- Engin Öztonga
- Serdar Topraktepe

## Präsidenten (Auswahl)
- Murat Aydın